# 35-та піхотна дивізія (Третій Рейх)
35-та піхотна дивізія (Третій Рейх) (нім. 35. Infanterie-Division) — піхотна дивізія Вермахту за часів Другої світової війни.

## Історія
35-та піхотна дивізія була створена 1 жовтня 1936 в Карлсруе в V-му військовому окрузі (нім. Wehrkreis V) в ході 1-ї хвилі мобілізації Вермахту.

## Райони бойових дій
- Німеччина (Лінія Зігфрида) (жовтень 1936 — травень 1940);
- Бельгія та Франція (травень 1940 — квітень 1941);
- Німеччина (Східна Пруссія) (квітень — червень 1941);
- СРСР (центральний напрямок) (червень 1941 — серпень 1944);
- Польща (серпень 1944 — лютий 1945);
- Німеччина (Східна Пруссія) (лютий — травень 1945).

## Командування

### Командири
- генерал-лейтенант Губерт Шаллер-Каліде (нім. Hubert Schaller-Kalide) (12 жовтня 1936 — 24 листопада 1938);
- генерал від інфантерії Ганс Вольфганг Райнгард (нім. Hans Wolfgang Reinhard) (24 листопада 1938 — 25 листопада 1940);
- генерал від інфантерії Вальтер Фішер фон Вайкершталь (нім. Walther Fischer von Weikersthal) (25 листопада 1940 — 1 грудня 1941);
- генерал артилерії барон Рудольф фон Роман (нім. Rudolf Freiherr von Roman) (1 грудня 1941 — 10 вересня 1942);
- генерал-лейтенант Людвіг Меркер (нім. Ludwig Merker) (10 вересня 1942 — квітень 1943);
- генерал-лейтенант Отто Дрешер (нім. Otto Drescher) (квітень — 8 червня 1943);
- генерал-лейтенант Людвіг Меркер (8 червня — 5 листопада 1943);
- генерал-лейтенант Йоганн-Георг Ріхерт (нім. Johann-Georg Richert) (5 листопада 1943 — 9 квітня 1944);
- генерал-майор Густав Гір (нім. Gustav Gihr) (9 квітня — 11 травня 1944);
- генерал-лейтенант Йоганн-Георг Ріхерт (11 травня 1944 — травень 1945);
- генерал-майор резерву, доктор наук Ернст Майнерс (нім. Ernst Meiners) (травень 1945).

## Нагороджені дивізії
Нагороджені дивізії
|  | Кавалери Золотого Німецького Хреста                                                                        | 114 |
|  | Кавалери Срібного Німецького Хреста                                                                        | 1 |
|  | Кавалери Лицарського хреста Залізного хреста з Дубовим листям                                              | 2 (№ 623 генерал-лейтенант Йоганн-Георг Ріхерт — 18.10.1944 № 831 оберст Фрідріх Регеляйн — 14.04.1945) |
|  | Кавалери Лицарського хреста Залізного хреста                                                               | 26 |
|  | Кавалери Почесної Відзнаки Сухопутних військ «Почесна застібка на орденську стрічку для Сухопутних військ» | 11 |

- Нагороджені Сертифікатом Пошани Головнокомандувача Сухопутних військ (7)
- Нагороджені Сертифікатом Пошани Головнокомандувача Сухопутних військ за збитий літак противника (1)